# Apologeticum
Das Apologeticum wurde im Jahr 197 vom frühchristlichen Kirchenschriftsteller Tertullian in lateinischer Sprache verfasst. Der Autor will in diesem Werk das Wesen des Christentums bekanntmachen, um zu vermeiden, dass es mangels Vertrautheit verurteilt wird. Dieses apologetische Buch wurde wahrscheinlich in mehreren Fassungen ediert; es ist die einzige seiner Schriften, die in vielen Handschriften überliefert ist, was auf eine weite Verbreitung hinweist. Wie der Titel sagt, dient diese Schrift der Verteidigung des Christentums.